# Prosopis pallida
Prosopis pallida là một loài thực vật có hoa trong họ Đậu. Loài này được (Willd.) Kunth miêu tả khoa học đầu tiên.

## Hình ảnh

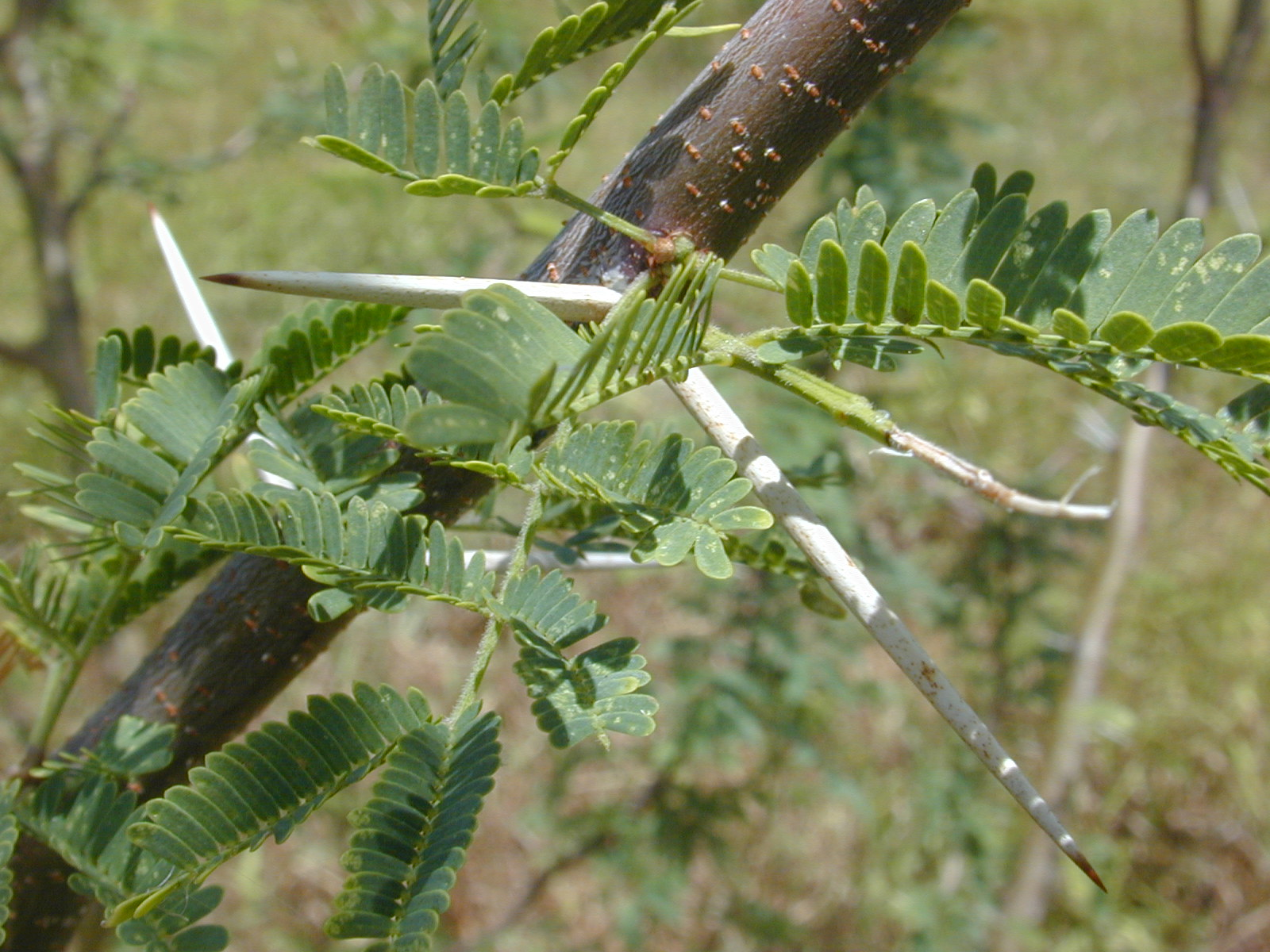
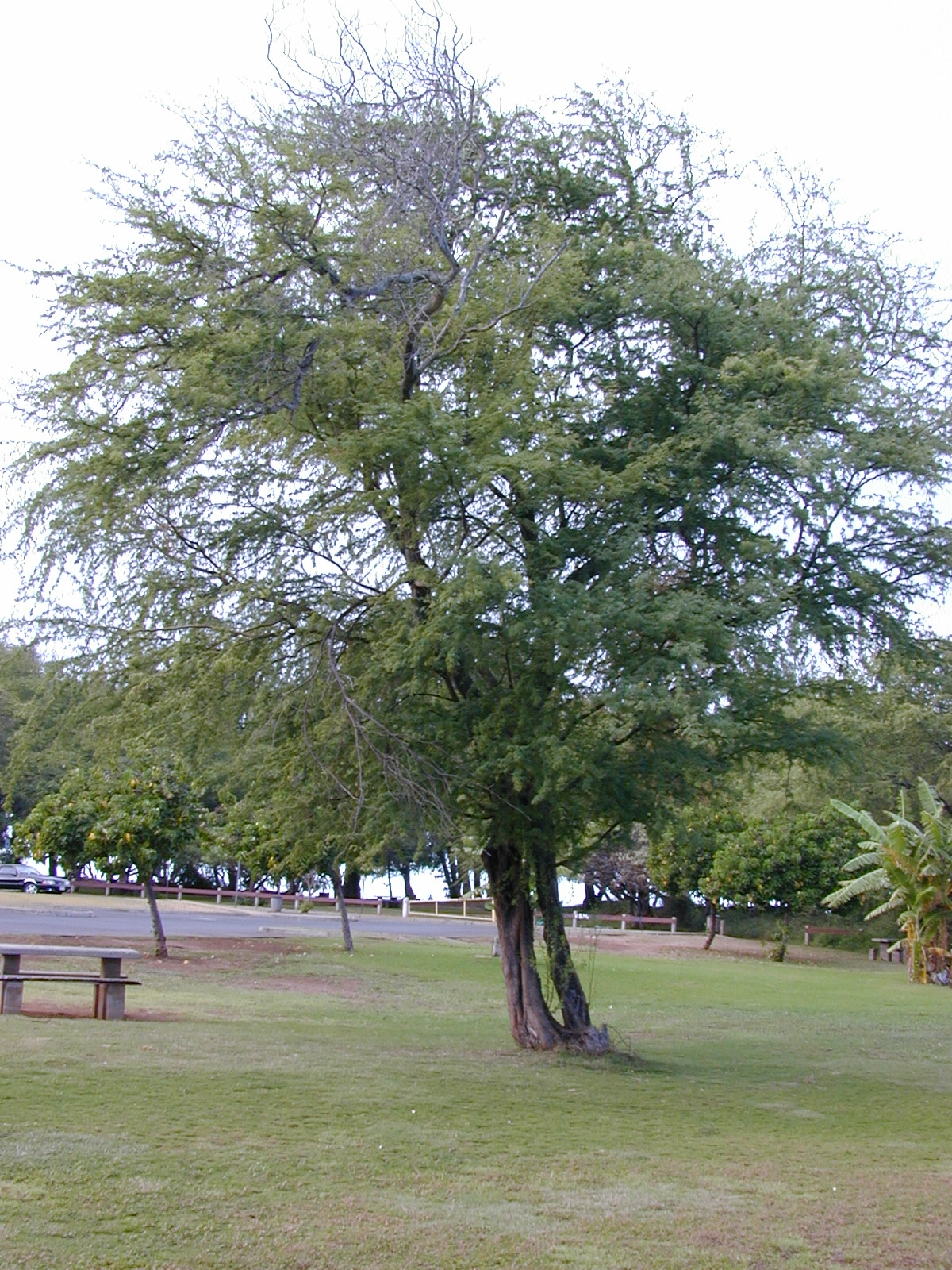